# ロジャー (間借人)
『ロジャー（間借人）』（原題：Lodger）は、イギリスのミュージシャンであるデヴィッド・ボウイの12枚目のアルバム。
1979年5月18日にRCAレコードよりリリースされた。
その後、1991年にEMI（米国ではRYKO）よりCD化され再発売されており、その際にボーナストラックとして未発表テイクが2曲追加されている。

## 解説
スイスのモントルーでレコーディングされたが、『ロウ』や『英雄夢語り (ヒーローズ)』に引き続いてブライアン・イーノが参加しているため、「ベルリン三部作」の最終章として語られるアルバム。後半がインスト曲中心だった前2作とは異なり、ポップな歌ものが並ぶ。
ブライアン・イーノや、盟友とも言えるギタリスト、カルロス・アロマーに加え、前年のワールド・ツアーにも帯同したエイドリアン・ブリューやサイモン・ハウスといった個性派プレイヤーが参加。
全英4位、全米20位を記録。

## 収録曲
| #  | タイトル                                               | 作詞・作曲                             | 時間 |
| -- | ------------------------------------------------------ | -------------------------------------- | ---- |
| 1. | 「素晴しき航海」(Fantastic Voyage)                     | デヴィッド・ボウイ、ブライアン・イーノ | 2:55 |
| 2. | 「アフリカン・ナイト・フライト」(African Night Flight) | デヴィッド・ボウイ、ブライアン・イーノ | 2:55 |
| 3. | 「ムーヴ・オン」(Move On)                              | デヴィッド・ボウイ                     | 3:18 |
| 4. | 「ヤサシン」(Yassassin (Turkish for : Long Live))      | デヴィッド・ボウイ                     | 4:12 |
| 5. | 「レッド・セイル」(Red Sails)                          | デヴィッド・ボウイ、ブライアン・イーノ | 3:44 |

| #         | タイトル                                                 | 作詞・作曲                                                 | 時間  |
| --------- | -------------------------------------------------------- | ---------------------------------------------------------- | ----- |
| 6.        | 「D.J.」(D.J.)                                           | デヴィッド・ボウイ、ブライアン・イーノ、カルロス・アロマー | 4:00  |
| 7.        | 「怒りをこめてふり返れ」(Look Back in Anger)             | デヴィッド・ボウイ、ブライアン・イーノ                     | 3:06  |
| 8.        | 「ボーイズ・キープ・スウィンギング」(Boys Keep Swinging) | デヴィッド・ボウイ、ブライアン・イーノ                     | 3:18  |
| 9.        | 「レピティション」(Repetition)                           | デヴィッド・ボウイ                                         | 3:00  |
| 10.       | 「レッド・マネー」(Red Money)                            | デヴィッド・ボウイ、カルロス・アロマー                     | 3:45  |
| 合計時間: | 合計時間:                                                | 合計時間:                                                  | 35:07 |

| #   | タイトル                                                                 | 作詞・作曲                             | 時間 |
| --- | ------------------------------------------------------------------------ | -------------------------------------- | ---- |
| 11. | 「プレイ・オレ」(I Pray, Olé (Previously unreleased track))              | デヴィッド・ボウイ                     | 3:59 |
| 12. | 「怒りを込めてふり返れ」(Look Back in Anger (New version recorded 1988)) | デヴィッド・ボウイ、ブライアン・イーノ | 6:59 |

## 参加ミュージシャン
- デヴィッド・ボウイ - ボーカル、ピアノ、シンセサイザー、チェンバレン、ギター
- ブライアン・イーノ - アンビエント・ドローン、プリペアド・ピアノ、クリケット・ミナス、シンセサイザー、ギター・トリートメント、ホース・トランペット、エロイカ・ホルン、ピアノ
- エイドリアン・ブリュー - ギター、マンドリン
- カルロス・アロマー - ギター、ドラム（ボーイズ・キープ・スウィンギング）
- デニス・デイヴィス - パーカッション、ドラム、ベース（ボーイズ・キープ・スウィンギング）
- ジョージ・ムーレイ - ベース（ボーイズ・キープ・スウィンギング以外）
- シーン・メイエス - ピアノ
- サイモン・ハウス - マンドリン、ヴァイオリン
- ロジャー・パウエル - シンセサイザー
- トニー・ヴィスコンティ - マンドリン、ギター、リズム・ギター、バッキング・ボーカル、ベース（ボーイズ・キープ・スウィンギング）
- スタン - サクソフォーン